# Robotniczy Instytut Oświaty i Kultury imienia S. Żeromskiego
Robotniczy Instytut Oświaty i Kultury im. S. Żeromskiego (RIOK) – syndykalistyczna organizacja oświatowa utworzona jesienią 1930. 
RIOK współpracował z Generalną Federacją Pracy, a następnie ze Związkiem Związków Zawodowych (ZZZ), w tworzeniu grup samokształceniowych, organizowaniu szkoleń, obozów wypoczynkowych, zawodów sportowych i odczytów na tematy historyczne, syndykalistyczne i literackie. 
W listopadzie 1932 r. do RIOK przystąpiło Polskie Towarzystwo Kultury i Oświaty Robotniczej „Pochodnia” znajdujące się pod wpływem Narodowej Partii Robotniczej-Lewica. Od grudnia 1933 roku RIOK wydawał pismo "Kultura Robotnicza". 
W połowie 1935 roku miał 81 oddziałów terenowych i 57 własnych świetlic wyposażonych w radia, biblioteki i sale gier. Działały tam sekcje teatralne, chóry, organizowano wieczory poezji i odczyty z przeźroczami (m.in. dotyczące higieny). W 1936 roku RIOK zrzeszał 7700 osób. 
Koszty działalności pokrywały ZZZ i subsydia Ministerstwa Opieki Społecznej (podobnie jak w przypadku Organizacji Młodzieży Towarzystwa Uniwersytetu Robotniczego (OMTUR)). 
Prezesami RIOK byli kolejno: Józef Stypiński, Bolesław Pochmarski i prof. Kazimierz Zakrzewski, późniejszy założyciel Związku Syndykalistów Polskich (ZSP). Rozłam w ZZZ i represje ze strony sanacyjnych władz doprowadziły do ograniczenia działalności Instytutu. Pod koniec 1938 RIOK posiadał 27 lokalnych oddziałów ze świetlicami i jeden Dom Ludowy w Częstochowie.
Oddział łódzki powstał w 1933(?). Na przełomie lat 1937/1938 r. mieścił się przy ul. H. Sienkiewicza 3/5 Prezesem tego oddziału od powstania do stycznia 1938 r. był senator Karol Algajer. Oddział został rozwiązany na wniosek Zarządu przez Zarząd Główny RIOiK w styczniu (?) 1938. Powodem było, według władz Oddziału "biegunowo różne stanowisko Zarządu Głównego dotyczącej wyznawanej i popularyzowanej ideologii; Zarząd Główny RIOiK, a raczej jednostki reprezentujące go stoją mianowicie na gruncie klasowym, prowadząc swą działalność w duchu ideologii anarcho-syndykalistycznej. Oddział przekształcił się w Pracownicze Towarzystwo Oświatowo-Kulturalne im. S. Żeromskiego. W jego władzach pozostali generalnie ci sami ludzi z wyjątkiem senatora Algajera. Zainaugurowało swoją działalność w lutym 1938.     